# You Belong with Me
"You Belong with Me" là một bài hát của nữ ca sĩ kiêm nhạc sĩ sáng tác bài hát người Mỹ Taylor Swift, đồng thời là đĩa đơn thứ ba nằm trong album phòng thu thứ hai của cô, Fearless (2008). Big Machine Records phát hành ca khúc này lên đài phát thanh vào ngày 20 tháng 4 năm 2009. Swift lấy cảm hứng thực hiện "You Belong with Me" sau khi nghe được cuộc trò chuyện giữa một thành viên ban nhạc và người bạn gái của anh qua điện thoại. Cô cùng Liz Rose sáng tác ca từ bài hát mang đề tài kể về mối tình đơn phương. Swift và Nathan Chapman đảm nhận sản xuất và phối khí "You Belong with Me" với phần âm thanh mang giai điệu pop đồng quê từ nhạc cụ banjo. Ngoài ra, bài hát còn sử dụng những nhạc cụ như vĩ cầm, mandolin, guitar điện và guitar bass phong cách rock. Mặc dù "You Belong with Me" được quảng bá lên đài phát thanh đồng quê nhưng nhiều nhà phê bình lại gán bài hát này thuộc tiểu thể loại pop thập niên 1980 như pop rock và power pop.
Các nhà phê bình đương thời nhìn chung khen ngợi "You Belong with Me" nhờ vào phần nhạc thân thiện với đài phát thanh cùng ca từ tràn đầy cảm xúc, song cũng có một số người bảo rằng bài hát này quá giống sản phẩm liền trước của Swift và có thể khó nghe đối với những khán giả nhất định. Tuy một vài nhà phê bình nữ quyền đã từng lên án ca từ slut-shaming nhưng những nhận định về sau lại cho rằng "You Belong with Me" chính là một trong những bài hát biểu tượng của Swift. Tại giải Grammy năm 2010, ca khúc được đề cử ở ba hạng mục gồm Bài hát của năm và Thu âm của năm. "You Belong with Me" đạt top 10 ở một số bảng xếp hạng và được chứng nhận đĩa tại Úc, Canada, Nhật Bản và New Zealand. Tại Hoa Kỳ, bài hát đạt hạng 2 ở Billboard Hot 100 và hạng nhất ở cả hai bảng xếp hạng Hot Country Songs lẫn Radio Songs toàn thể loại. Hiệp hội Công nghiệp Ghi âm Hoa Kỳ (RIAA) chứng nhận đĩa đơn 7× Bạch kim. 
Roman White phụ trách đạo diễn video âm nhạc cho "You Belong with Me". Nội dung của MV cho thấy Swift đóng cả hai vai diễn: một vai phản diện là hoạt náo viên tóc nâu có danh tiếng nhưng tính nết khó ưa; một vai chính diện là cô gái hàng xóm tóc vàng đang khao khát tình yêu từ bạn trai của nhân vật phản diện. Video âm nhạc "You Belong with Me" được công chiếu trên CMT vào ngày 4 tháng 5 năm 2009 và thắng giải Video xuất sắc nhất của nữ ca sĩ tại giải Video âm nhạc của MTV. Câu chuyện Kanye West ngắt ngang bài phát biểu nhận giải của Swift tại buổi lễ đã vấp phải tranh cãi rộng rãi trong truyền thông. Sau vụ tranh chấp quyền sở hữu tác phẩm với hãng đĩa Big Machine vào năm 2019, nữ ca sĩ tiến hành thu âm lại bài hát này với tên gọi là "You Belong with Me (Taylor's Version)" và phát hành trong album tái thu âm Fearless (Taylor's Version) (2021) của cô. Tính đến  năm 2023, Swift đã đưa "You Belong with Me" vào danh sách tiết mục trong 5 chuyến trên tổng 6 chuyến lưu diễn thế giới do cô chủ trì.

## Bối cảnh và sáng tác
Trong thời gian đi lưu diễn với vai trò nghệ sĩ mở màn sân khấu cho các nhạc sĩ nhạc đồng quê khác nhằm quảng bá album đầu tay vào năm 2007 và năm 2008, Taylor Swift tranh thủ sáng tác bài hát cho album phòng thu thứ hai Fearless của cô. Nhằm giúp người hâm mộ có thể dễ dàng cảm thấu được ý tưởng của Fearless, nữ ca sĩ tiếp tục đi theo chủ đề lãng mạn như album trước là sáng tác bài hát kể về tình yêu và trải nghiệm cá nhân dưới góc nhìn của thiếu nữ tuổi teen. Nhạc phẩm cuối cùng sẽ là một tập hợp những bài ca bàn về thử thách trong chuyện tình, mà chuyện tình đó lại chứa đựng những hình ảnh thời cấp ba cùng ca từ đậm chất cổ tích. Swift và Nathan Chapman đã thu âm hơn 50 bài hát cho Fearless, nhưng họ chỉ lựa ra 13 bài (trong đó có "You Belong with Me") để đưa vào album. Kỹ sư âm thanh Char Carlson đảm nhận phần thu giọng "You Belong with Me". Bài hát hoàn toàn được sản xuất bởi Swift và Chapman, còn Justin Niebank thì hòa trộn âm thanh tại Blackbird Studios ở Nashville, Tennessee.
Swift lấy ý tưởng nghe ngóng được cuộc trò chuyện giữa một thành viên ban nhạc và người bạn gái qua điện thoại để sáng tác "You Belong with Me". Cô còn nhớ lại bạn nam kia trở nên yếu thế khi người bạn gái kia trách móc với anh, và đó cũng là ý tưởng cho cô sáng tác câu mở đầu: "You're on the phone with your girlfriend, she's upset. She's going off about something that you said." Swift bày tỏ cảm thông với thành viên ban nhạc và do đó trong bài hát, nữ ca sĩ tự hóa thân làm nhân vật "cô gái hàng xóm" có tình cảm thầm kín với cậu bạn đó. Nhân vật của Swift còn đồng cảm với một người khi yêu phải một cô gái tuy nổi tiếng nhưng tính tình "tự cao tự đại, lố lăng và được đánh giá quá cao". Swift lập tức sáng tác thêm vài lời ca và hoàn thiện toàn bộ phần cốt truyện trong một buổi sáng tác cùng Liz Rose. Nữ ca sĩ đã biểu diễn nhạc cụ phân đoạn tiền điệp khúc và điệp khúc cho Rose nghe, rồi cô hát lên hai câu trong bài hát mà cô yêu thích nhất: "She wears short skirts / I wear T-shirts". Rose gợi ý cho Swift viết "một ý gì đó liên quan đến khán đài" và họ nảy ra thêm một đoạn lời: "She's cheer captain and I'm on the bleachers." Swift bảo rằng, "Tôi kể lại câu chuyện và liên hệ lại theo một tình huống khác vì tôi không có tình cảm với một thành viên trong ban nhạc của mình [...] Nhưng tôi hiểu được cảm giác ao ước được một người nào đó mà lại yêu phải một người không biết trân trọng anh ấy."

## Nhạc và lời
"You Belong with Me" là một bài hát sử dụng cấu trúc phân khúc–điệp khúc với phần tiền điệp khúc được chèn ở giữa phân khúc và điệp khúc. Phần phân khúc và điệp khúc đi theo tiến trình hợp âm nguyên I−V−ii−IV (F♯−C♯−G♯−B) và mỗi hợp âm trong đó gồm có hai tiết nhịp. Mặc dù dùng chung hợp âm nhưng phần tiền điệp khúc lại sử dụng tiến trình ii−IV−I−V chỉ có một tiết nhịp ở mỗi hợp âm. "You Belong with Me" là bài hát mang tiết tấu vừa phải có số chỉ nhịp là 4
4. Mỗi đoạn nhạc được chia thành các câu có tám tiết nhịp. Trong bài hát, Swift hát bằng nhiều tông giọng khác nhau. Khoảng âm của cô tăng dần theo từng đoạn từ phân khúc đến tiền điệp khúc. Gần hết điệp khúc, Swift áp dụng kỹ thuật luyến láy melisma và hát ba nốt cách nhau quãng ngắn (B−A♯) rồi hạ tông đáng kể (A♯−D♯) ở hai từ "see" và "me" trong lời bài hát "Why can't you see / you belong with me?". Hai nhà âm nhạc học Nate Sloan và Charlie Harding đặt tên motif giai điệu ba nốt này là "T-Drop".
Mặc dù đã có nhiều bài đánh giá từ các ấn phẩm đại chúng phân loại "You Belong with Me" là một bài hát pop đồng quê nhưng cũng có nhiều chuyên gia phê bình và nhà âm nhạc học gán cho bài hát này là nhạc pop do ca khúc thỏa điều kiện phát thanh ở nhiều hơn một định dạng. Savannah Dantona từ American Songwriter bảo rằng "You Belong with Me" rõ ràng là một "bài hát pop có chất liệu từ đồng quê chứ không phải là đồng quê có chất liệu từ pop". Nolan Gasser phản biện lại rằng bài hát có gốc gác từ nhạc đồng quê là nhờ vào tiếng bập bùng của banjo ở các phân đoạn, tiếng guitar thép pedal, tiếng riff guitar slide thỉnh thoảng và chất giọng twang dịu nhẹ của Swift. Khi đến điệp khúc của "You Belong with Me", âm thanh nhạc cụ banjo và pedal thép thu nhỏ xuống để dọn đường cho phần nhạc cao trào của guitar bass và guitar điện cường độ mạnh xuất hiện.
Mayer Nissim của Digital Spy và Jody Rosen phân loại "You Belong with Me" là power pop, còn tác giả Andrew Unterberger của tạp chí Billboard thì bảo rằng nhờ đoạn chuyển dồn dập từ phân khúc sang điệp khúc mà bài hát này nghe "gần giống... như một bài hát rock thập niên 90". Gasser, Michael Campbell và James E. Perone dẫn ra cấu trúc bài hát, nhịp điệu và cách sử dụng chung của nhạc cụ guitar acoustic, electric và bass để xếp "You Belong with Me" thuộc phong cách thể loại thập niên 1980 như pop rock, new wave và pop punk. Theo Perone, bài hát đã sử dụng kiểu kết hợp "hết sức đặc biệt" giữa guitar và banjo đồng quê, giữa sáo và mandolin trong kết cấu nốt móc đơn vững chắc.
Nội dung của "You Belong with Me" kể về tâm tư của một nhân vật nữ đang muốn bày tỏ tình cảm với một người bạn nam đang yêu một cô gái khó ưa. Lời bài hát lấy bối cảnh học đường cấp ba điển hình ở Mỹ. Nhân vật chính tự nhận bản thân là một cô gái tầm thường và "dưới kèo", còn cô bạn gái của nhân vật nam là một hoạt náo viên vừa nổi tiếng vừa quyến rũ. Người hát thể hiện giá trị của bản thân với bạn nam qua lời bài hát: "She doesn't get your humor like I do [...] She'll never know your story like I do", nhưng chàng trai thì lại không hay biết được điều đó. Nữ chính thì tiếp tục diễn tả sự đối lập về mặt hoàn cảnh của mình so với người bạn gái của anh chàng đó qua đoạn tiền điệp khúc: "She wears high heels, I wear sneakers / She's cheer captain and I'm on the bleachers". Xuyên suốt bài hát, người dẫn truyện liên tục ra sức cho người bạn nam thấy được tình cảm của cô. Thông điệp ẩn của bài hát sau khi giải mã trong album Fearless là "love is so blinded you couldnt see me".
Mặc dù mang giai điệu sôi động vui vẻ nhưng một số nhà phê bình lại nhận thấy ca từ của "You Belong with Me" chứa đựng nỗi sầu muộn. Họ cho rằng Swift đã tạo nên độ tin cậy và tính gần gũi đại chúng với khán giả của cô bằng cách đặt mình vào hoàn cảnh của cô gái bình dân kém nổi tiếng trong bài hát (ngược lại với hình tượng nổi tiếng và hấp dẫn ngoài đời của nữ ca sĩ). Biên tập viên Ken Tucker của đài NPR đánh giá "You Belong with Me" truyền tải hiệu quả được khát khao của thiếu nữ nhờ vào cả phần lời lẫn phần giọng mang đến cảm giác "nhức nhối mãnh liệt" tràn ngập. Gasser bảo rằng ca từ độc thoại là yếu tố gây ảnh hưởng nhất ở thể nhạc đồng quê lên "You Belong with Me", còn Tom Breihan từ Pitchfork thì nhận định chủ đề tình yêu đơn phương của bài hát đã gợi nhớ người nghe đến thể loại "twee indie pop thiên hướng cảm xúc yếu đuối và đau khổ". Trên tờ Edmonton Journal, Amanda Ash cho biết lời bài hát không quá ủy mị bởi vì nhân vật của Swift có ý "chế nhạo một chàng trai lựa chọn sai phụ nữ nhưng cũng phải rớt nước mắt vì sự mù quáng của anh ta".

## Phát hành và diễn biến thương mại

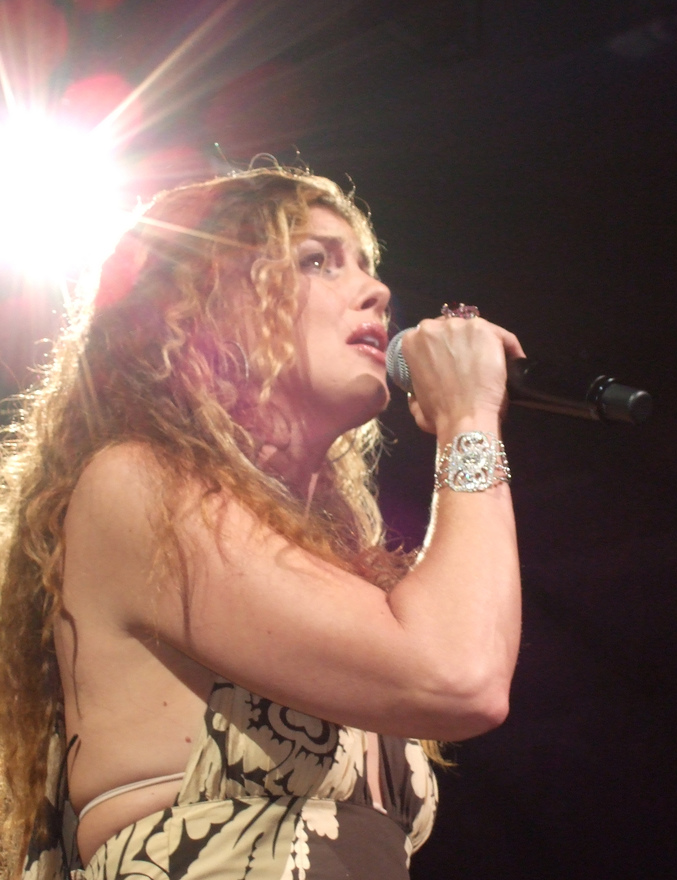
"You Belong with Me" là bài hát đồng quê đầu tiên đạt hạng nhất trên Radio Songs của Billboard và số lượng khán giả phát thanh crossover lớn nhất kể từ "Breathe" của Faith Hill (hình) vào năm 2000.

Trước khi Fearless ra mắt, hãng đĩa Big Machine Records đăng tải "You Belong with Me" độc quyền lên trang iTunes Store vào tháng 11 năm 2008 nhằm quảng bá album thứ hai của Swift trong khuôn khổ "Countdown to Fearless". Bài hát ra mắt ở hạng 12 trên Billboard Hot 100 tại Hoa Kỳ nhờ vào 172.000 lượt tải nhạc, giúp cho Swift san bằng số bài hát ra mắt ở top 20 nhiều nhất trong một năm với Jonas Brothers (5 bài hát). Sang năm kế tiếp, Big Machine phát hành "You Belong with Me" lên đài phát thanh đồng quê tại Hoa Kỳ làm đĩa đơn thứ ba của Fearless vào ngày 20 tháng 4 năm 2009. Bài hát còn được Big Machine hợp tác phát hành lên đài phát thanh hit đương đại vào ngày 18 tháng 5 năm 2009 với Republic Records. Đến giữa tháng 8 năm 2009, "You Belong with Me" đạt hạng cao nhất ở thứ nhì trên Billboard Hot 100, đằng sau "I Gotta Feeling" của nhóm nhạc người Mỹ The Black Eyed Peas.
"You Belong with Me" lập thành tích thu về một lượng khán giả phát thanh crossover (không phải đồng quê) lớn nhất kể từ "Breathe" của Faith Hill vào năm 2000. Tính đến năm 2011, ca khúc vẫn còn giữ kỷ lục số khán giả nghe phát thanh lớn nhất ở một nghệ sĩ đồng quê. Trên bảng xếp hạng Radio Songs Hoa Kỳ, "You Belong with Me" đạt hạng nhất và trở thành đĩa đơn đầu tiên của Swift cũng như bài hát nhạc đồng quê đầu tiên đạt được thành tích này tính từ lúc Billboard bắt đầu đưa Nielsen BDS vào theo dõi số liệu âm nhạc kể từ năm 1990. Ở bảng xếp hạng phát thanh khác, ca khúc giành hai tuần đứng đầu Hot Country Songs, 14 tuần giữ ngôi vương Adult Contemporary, và đạt hạng 2 ở cả hai bảng xếp hạng Pop Songs và Adult Pop Songs. "You Belong with Me" là bài hát được phát thanh nhiều thứ nhì trong năm 2009 tại Hoa Kỳ đằng sau đĩa đơn chủ đạo "Love Story" của Fearless. Hiệp hội Công nghiệp Ghi âm Hoa Kỳ (RIAA) chứng nhận "You Belong with Me" đĩa 7× Bạch kim sau khi đạt cột mốc 7 triệu đơn vị tiêu thụ tương đương gồm có doanh số bán lẻ và phát trực tuyến. Bài hát đã bán được 4,9 triệu bản tại Hoa Kỳ tính đến tháng 7 năm 2019.
Mercury Records phụ trách phát hành "You Belong with Me" làm đĩa đơn tại Anh Quốc vào ngày 24 tháng 8 năm 2009. Ca khúc đạt hạng 30 trên UK Singles Chart và được British Phonographic Industry (BPI) chứng nhận đĩa Bạch kim. "You Belong with Me" còn đạt top 10 ở bảng xếp hạng Canada (3), Úc (5), New Zealand (5) và Nhật Bản (10); và đạt top 40 ở Ireland (12), Slovakia (17), Hungary (31) và Đan Mạch (32). Ở Canada, bài hát vươn lên vị trí quán quân bảng xếp hạng phát thanh Canada Country, Canada CHR/Top 40 và Canada Hot AC. "You Belong with Me" còn được chứng nhận đĩa Bạch kim đơn ở Nhật Bản và New Zealand, đĩa 9× Bạch kim ở Úc và đĩa 2× Bạch kim ở Canada.

## Đánh giá chuyên môn
Trong các bài đánh giá album Fearless, nhiều nhà phê bình coi "You Belong with Me" là một bài hát nổi bật và khuyến khích tải nhạc về nghe. Một số người tán dương giai điệu bài nhạc bắt tai và thân thiện với đài phát thanh, tương xứng với sự thành công ở định dạng phát thanh crossover của đĩa đơn. Nhà báo Craig S. Semon từ tờ Telegram & Gazette diễn tả "You Belong with Me" là một "bài hát giữ nhiệt không thể cưỡng lại được", còn Chris Richards trên báo The Washington Post thì bảo rằng bài hát đã kết hợp "cực kỳ tự nhiên" giữa hai nhạc cụ banjo đồng quê với guitar new wave.
Giới chuyên môn cũng khen ngợi phần ca từ của "You Belong with Me" đã tạo được tiếng vang với đông đảo khán giả gồm người lớn và bộ phận người nghe cốt lõi của Swift là các cô gái tuổi teen. Một vài cây bút đánh giá thì nhận thấy tính phức tạp thú vị trong sáng tác ca từ của Swift ở bài hát. Josh Love biên soạn cho The Village Voice chọn "You Belong with Me" là một trong những bài hát xuất sắc của album cho thấy nét "thông thái siêu phàm và tính bao hàm" về mặt nội dung. Jon P. McLaughlin bên The Province thì bảo rằng bài hát đã lột tả được "sắc thái và chi tiết chính xác" của mối tình lãng mạn thời trung học. Ash nhận định rằng một bài hát "dí dỏm" như vậy đã tạo nên tính trưởng thành trong góc nhìn tuổi trẻ của Swift, đỡ hơn so với đĩa đơn "ngớ ngẩn" như "Teardrops on My Guitar" (2006).
Mặt khác, một số nhà phê bình bày tỏ quan điểm tế nhị và trái chiều với "You Belong with Me". Tác giả Chris Williams của Billboard bảo rằng lời bài hát nghe có thể trẻ con đối với một số khán giả thưởng thức âm nhạc, còn nhà phê bình Johnny Davis từ The Observer thì bảo rằng những hình ảnh cấp ba trong đó "có thể gây khó chịu với khán giả ở Anh". Mayer Nissim từ Digital Spy chê bai phần ca từ so sánh với nhân vật phản diện là khó tạo được sự đồng cảm và "không để lại nhiều ấn tượng". Sean Daly phê bình trên Tampa Bay Times rằng "You Belong with Me" quá tương đồng với nhiều đĩa đơn trước kia của Swift. Amy Gail Hansen cho rằng bài hát rất giống "Teardrops on My Guitar", "Stay Beautiful" và "Invisible" do tất cả đều kể về cảm xúc ao ước tình yêu từ chàng trai mà người hát lại không thể có được. Sau khi bài hát nhận về đề cử ở ba hạng mục tại giải Grammy lần thứ 52, cây viết Jonathan Keefe phía Slant Magazine lên bài nhận định rằng tuy "You Belong with Me" có thể không là một bài hát xuất sắc nhất do Swift sáng tác nhưng ca khúc này còn đỡ hơn nhiều so đối thủ khác vì "khó có thể chê về mặt cấu trúc âm nhạc được".

## Thành tựu và tái đánh giá
Pitchfork xếp "You Belong with Me" ở hạng 69 trong danh sách bài hát xuất sắc nhất năm 2009. Cùng năm, bài hát đứng hạng 10 trong cuộc bình chọn từ đông đảo đội ngũ chuyên môn trên Pazz & Jop của The Village Voice. Năm 2010, "You Belong with Me" giành được đề cử và giải thưởng trong công nghiệp âm nhạc. Tại giải Grammy lần thứ 52, bài hát được đề cử Bài hát của năm, Thu âm của năm và Trình diễn giọng pop nữ xuất sắc nhất. "You Belong with Me" thắng Bài hát được yêu thích nhất tại giải Sự lựa chọn của trẻ em năm 2010 và được đề cử Bài hát của năm tại giải thưởng Hàn lâm nhạc đồng quê lần thứ 45. Tại giải BMI đồng quê do Broadcast Music, Inc. tổ chức nhằm vinh danh những bài hát đồng quê có hiệu suất phát sóng tốt nhất trên đài phát thanh và truyền hình Mỹ, "You Belong with Me" đưa Swift trở thành người trẻ tuổi nhất đoạt giải Nhạc sĩ sáng tác bài hát của năm. Cô còn là người đầu tiên thắng giải Bài hát của năm ba lần liên tiếp sau "Teardrops on My Guitar" vào năm 2008 và "Love Story" vào năm 2009.
Nhiều nhà phê bình đã công nhận "You Belong with Me" là một trong những bài hát biểu tượng của Swift và bảo rằng chất nhạc thân thiện với thể loại pop của ca khúc góp phần đưa nữ ca sĩ nhạc đồng quê trở thành một nghệ sĩ nhạc pop đại chúng sau này. Tháng 5 năm 2024, Nate Jones của Vulture xếp "You Belong with Me" ở hàng thứ hai sau "All Too Well" trong danh sách xếp hạng 245 bài hát của Swift. Anh ca tụng đây là một bài hát "kinh điển" bàn về cảm xúc thời cấp ba và bảo rằng: "Lời bài hát về váy ngắn và áo thun rất có thể sẽ được nhắc đến trong bản cáo phó của Swift một ngày nào đó". Chris Willman chấp bút cho Variety (2024) đặt "You Belong with Me" ở hàng đầu danh sách của ông và nhận xét rằng phần khí nhạc "cuốn hút dã man" và ca từ truyền cảm mang đề tài cảm xúc tuổi teen đã giúp cho bài hát duy trì độ nổi tiếng về lâu về dài. Nhà báo Hannah Mylrea thuộc NME (2020) xếp bài hát ở hàng thứ 22 trên tổng số 161 bài hát của Swift, và Jane Song biên tập cho Paste (2020) xếp ca khúc ở hạng 8 trên tổng số 158 bài hát. Tuy nhiên, cộng tác viên lâu năm Rob Sheffield đến từ Rolling Stone và Alexis Petridis bên The Guardian không đánh giá cao "You Belong with Me". Sheffield (2024) đặt ca khúc ở vị trí thứ 103 trên tổng số 274 bài hát, trong khi Petridis thì bảo rằng bài hát kém ảnh hưởng hơn một chút so với "Love Story".
CMT và VH1 lần lượt đưa "You Belong with Me" vào danh sách xuất sắc nhất thập niên 2000 ở hạng 8 và hạng 50. Vào năm 2017, Billboard xếp điệp khúc của "You Belong with Me" ở vị trí thứ 52 trong danh sách "100 điệp khúc xuất sắc nhất thế kỷ 21" với lời nhận xét từ nhà phê bình Andrew Unterberger rằng: "Có hàng tá khoảnh khắc mà bạn phải công nhận rằng Taylor Swift một ngày nào đó sẽ trở thành ngôi sao nhạc pop lớn nhất thế giới. Có lẽ không gì có thể sánh hơn đoạn điệp khúc ['You Belong With Me'] không thể chê vào đâu được." Tạp chí này cũng đặt bài hát ở vị trí thứ 42 trong danh sách "500 bài hát pop xuất sắc nhất" (2023) và Jason Lipshutz bảo rằng "những dòng lời đáng nhớ và giọng ca sắc thái đã khiến cho ['You Belong With Me'] trở nên trường tồn theo thời gian". Năm 2020, "You Belong with Me" đứng đầu danh sách "91 bài hát chủ đề tình đơn phương xuất sắc nhất" của Teen Vogue.
Một số tác giả nữ quyền chỉ trích "You Belong with Me" là bài hát kỳ thị phụ nữ hoặc slut-shaming. Họ chỉ ra rằng lời bài hát mà nhân vật mặc áo thun so sánh bản thân với cô bạn gái phản diện váy ngắn là hành động cho thấy nhân vật chính đang có ý hạ thấp phụ nữ khác để giành lấy ánh mắt chú ý của đàn ông. Trên website Vulture, Sady Doyle gọi "You Belong with Me" là "một thành công lớn của chủ nghĩa phân biệt giới tính giữa gái với gái" và cổ xúy "ưu thế đạo đức và phong cách ngoan ngoãn làm điệu thời thập niên 50", còn Lauren Michele Jackson từ Rolling Stone thì gọi đây là "chuyến tham quan sống động đến thung lũng mà ở đó tôi phải đấu đá với nhiều cô gái khác". Nate Jones bảo rằng cũng giống như những bài hát đương thời trước đó của Swift, "You Belong with Me" được sáng tác là nhằm tạo nên sức hấp dẫn cho người thưởng thức có quan điểm bảo thủ và theo phe bang đỏ. Emily St. James từ Vox lên tiếng bảo vệ bài hát. Cô cho rằng những tác giả cáo buộc chống lại phụ nữ đã hoàn toàn ngó lơ tính thiện ý của Swift trong việc "đóng vai cả hai người phụ nữ" khi "những cô gái hàng xóm có tấm lòng nhân hậu sẽ luôn luôn buồn phiền lo lắng cho chàng trai dễ thương mà phải yêu nhầm con ả hoạt náo viên vô liêm sỉ". James nhận xét "You Belong with Me" là một bài hát "phát triển dựa trên cảm xúc tổn thương tha thiết và mãnh liệt".

## Video âm nhạc

### Bối cảnh và nội dung

Swift thể hiện cả hai vai nhân vật chính (hình trên) và nhân vật phản diện (nữ hình dưới). Lucas Till (nam hình dưới) đóng vai bạn trai trong video âm nhạc "You Belong with Me".

Roman White phụ trách đạo diễn cho video âm nhạc của "You Belong with Me". Swift đóng cả hai vai gồm nhân vật chính ("cô nàng phiền muộn lo lắng cho chàng trai mà cô ấy không thể có được") và nhân vật phản diện ("một cô gái nổi tiếng, khủng khiếp, đáng sợ, hăm dọa và hoàn hảo"). Diễn viên Lucas Till vào vai nam chính trong MV. Anh từng quen biết Swift qua bộ phim Hannah Montana: The Movie vào tháng 4 năm 2008. Theo một đoạn phim hậu trường công chiếu trên Great American Country, Swift diễn tả lại rằng nhân vật chính có ước muốn được đứng chung vị trí của nhân vật phản diện trong mối quan hệ với chàng trai. Quá trình quay phim diễn ra trong hai ngày ở hai thành phố Gallatin và Hendersonville bên Tennessee. Những phân cảnh vũ hội và trận đấu bóng bầu dục thì được ghi hình tại trường trung học Pope John Paul II. Tại đây, đội ngũ sản xuất bắt tay hợp tác với nhiều nhân vật quần chúng như học sinh, thành viên ban nhạc, hoạt náo viên và các cầu thủ bóng bầu dục. Swift sử dụng diễn viên thế thân để thực hiện cảnh quay vừa có cả nhân vật chính vừa có cả nhân vật phản diện. Hai chiếc váy mà Swift mặc ở cảnh cuối thì được mua ở hiệu Jovani Fashion.
Đoạn video bắt đầu với cảnh nhân vật của Till đang cãi nhau với bạn gái qua điện thoại, nhân vật chính đeo kính to và mái tóc vàng xoăn khi đó để ý được và bắt chuyện. Cả hai giao tiếp bằng cách giơ biển hiệu qua cửa sổ phòng ngủ liền kề. Đến cuối cùng thì chàng trai đóng cửa sổ lại và không nhìn thấy cô gái tóc vàng giơ tấm biển ghi "I love you". Trong phòng của mình, cô gái tóc vàng thử từng bộ trang phục tuổi teen trung học và nhảy nhót ca hát say sưa đến mức không biết rằng chàng trai đang quan sát cô qua cửa sổ. Ở cảnh này, White đã cắt ghép chỉnh sửa và thay toàn bộ cảnh nhảy múa sao cho theo ý Swift là phải "ngu ngốc nhất". Ngày hôm sau, cô gái tóc vàng đang ngồi trên ghế đọc sách thì chàng trai đến gần và nói chuyện với cô. Nhân vật phản diện với mái tóc thẳng mượt màu nâu điều khiển chiếc mui trần đến, thu hút sự chú ý của chàng trai. Anh và cô gái tóc nâu hôn nhau trên xe. Nhân vật phản diện nhìn cô gái tóc vàng bằng ánh mắt thù địch.
Cô gái tóc nâu là hoạt náo viên trong một trận đấu bóng bầu dục, còn cô gái tóc vàng thì chỉ ngồi trên khán đài và biểu diễn trong ban nhạc trường học (do ban nhạc lưu diễn ngoài đời của Swift thủ vai). Sau khi ghi bàn touch down ấn định chiến thắng, chàng trai phát hiện bạn gái mình đang tán tỉnh một đồng đội (do một người bạn của Austin Swift, em trai ngoài đời của Swift, thủ vai). Anh cãi nhau gay gắt với nhân vật phản diện, và cô gái tóc vàng nhìn thấy được chuyện đó. Quay lại cảnh cửa sổ phòng ngủ, chàng trai và cô gái tóc vàng lại giao tiếp bằng cách giơ biển. Anh hỏi rằng liệu cô gái có đi dự vũ hội không và cô nói không. Cô gái tóc vàng nhận thấy vẻ thất vọng của chàng trai và quyết định mặc bộ váy trắng không đeo kính đi dự vũ hội. Cô gái tóc nâu tiếp cận chàng trai nhưng anh phớt lờ và đi đến chỗ cô gái tóc vàng. Ở cuối video, cả chàng trai lẫn cô gái tóc vàng trao cho nhau tờ giấy gấp lại với nội dung "I love you" và hai người hôn nhau. Theo White, cảnh này dùng để tượng trưng cho "con người thật của cô ấy" và Swift cho rằng đó là một kết thúc có hậu.

### Phát hành và đón nhận

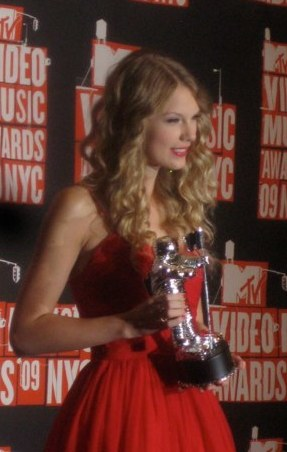
Swift cùng với cúp Video xuất sắc nhất của nữ ca sĩ tại giải Video âm nhạc của MTV năm 2009.

Video âm nhạc của "You Belong with Me" được công chiếu lên CMT vào ngày 4 tháng 5 năm 2009. Great American Country công chiếu video vào ngày 6 tháng 5 và phát hành phim hậu trường Taylor Swift on the Set: You Belong with Me có thời lượng dài 30 phút sau đó cùng tháng. Đến ngày 27 tháng 10 năm 2009, MV cùng hậu trường được phát hành ở định dạng DVD trong phiên bản Platinum của Fearless. MTV cũng từng phát sóng xoay tua video âm nhạc "You Belong with Me" lên truyền hình. Trên MTV Buzzworthy Blog, Tamar Anitai nhận xét rằng phần nội dung và trang phục của "You Belong with Me" gợi nhớ đến sáu bộ phim tuổi teen vào cuối thập niên 1990 và 2000 như She's All That, Cô gái lắm chiêu, Đội trống cổ động, Bring It On, A Cinderella Story và Nick & Norah's Infinite Playlist. Chris Ryan bảo rằng MV có nội dung tương tự như một bộ phim hài kịch lãng mạn và tán dương "You Belong with Me" là MV đáng nhớ nhất trên MTV vào năm 2009. MV được đề cử Video của năm tại giải thưởng Hàn lâm nhạc đồng quê lần thứ 45, Video của năm và Video nữ ca sĩ của năm tại Giải thưởng Âm nhạc CMT năm 2010. Tại giải Video của MuchMusic năm 2010 bên Canada, MV "You Belong with Me" được đề cử Video nghệ sĩ quốc tế xuất sắc nhất và Lựa chọn của mọi người: Video quốc tế được yêu thích nhất.
Tại giải Video âm nhạc của MTV năm 2009, "You Belong with Me" thắng Video xuất sắc nhất của nữ ca sĩ. Trong lúc Swift đang phát biểu nhận giải, rapper Kanye West bước lên sân khấu, giật mic của Swift và bảo rằng: "Này Taylor, anh rất vui cho em. Anh sẽ để em nói nốt, nhưng Beyoncé có video hay nhất mọi thời đại", nhắc đến MV "Single Ladies (Put a Ring on It)" của Beyoncé được đề cử cùng hạng mục. Sự việc đã biến thành một cuộc tranh cãi trong truyền thông và dẫn đến nhiều Internet meme ra đời, và người ta gọi vụ giật mic đó là "Kanyegate". Gần như mọi ấn phẩm và đa số bộ phận công chúng đều chỉ trích hành động của West, đặc biệt tổng thống Mỹ lúc bấy giờ Barack Obama đã gọi West là "thằng khốn". Sau sự việc, West đã gửi lời xin lỗi và được Swift chấp nhận. Học giả văn hóa đại chúng Shaun Cullen gọi sự việc trên là ví dụ của "kịch mê lô chủng tộc" Mỹ. Màn kịch đó tái hiện chính xác hành vi cạnh tranh văn hóa giữa một kẻ phản diện da đen hung bạo thù địch và một nạn nhân da trắng ngây thơ duyên dáng. Mặt khác, Michael Deacon trên báo The Daily Telegraph tuy phản đối hành động giật mic của West nhưng anh lại đồng tình rằng video của Swift đúng là "nhạt nhòa" và "nhàm chán". Vấn đề tranh cãi do giật mic đã tác động xuyên suốt sự nghiệp sau này của cả West và Swift, nhất là mối hiềm khích được nhắc lại trong bản phát hành âm nhạc của cả hai như album năm 2010 My Beautiful Dark Twisted Fantasy cùng đĩa đơn năm 2016 "Famous" của West, và album năm 2017 Reputation của Swift.
Giới chuyên môn đã công nhận "You Belong with Me" là MV mang tính biểu tượng. Năm 2014, Billboard xếp video vào danh sách "20 video âm nhạc chủ đề học đường cấp ba xuất sắc nhất". Mary Fogarty và Gina Arnold nhận xét rằng MV "You Belong with Me" là cách thức Swift thể hiện tài năng trong việc khắc họa tính cách trái ngược nhau nhưng vẫn giữ được tính chân thực của cô. Họ còn gọi MV là một ví dụ ban đầu về địa vị văn hóa "vừa là nhân vật phản diện vừa là nạn nhân" của Swift, vốn đại diện cho lý tưởng về "một nước Mỹ đã đi vào lịch sử" và "một tương lai nữ quyền". Chiếc áo phông "Junior Jewels" mà nhân vật tóc vàng mặc đã trở thành diện mạo đáng nhớ. Glenn Rowley chấp bút cho website Grammy.com bảo rằng hình ảnh đó "đã hình thành khía cạnh ngốc nghếch trong cá tính của Swift" và cho thấy nữ ca sĩ luôn sẵn sàng nhập vai nhân vật trong các video âm nhạc của cô. Spin (2017) xếp "You Belong with Me" ở hàng thứ hai sau "Blank Space" (2014) trong danh sách MV xuất sắc của Swift và viết rằng: "Đây không phải là lần cuối cùng [Swift] chiến thắng những kẻ được cho là bắt nạt cô ấy (hoặc tự coi mình là nạn nhân)".

## Biểu diễn trực tiếp
Trong thời gian đi quảng bá Fearless vào năm 2009, Swift trình diễn "You Belong with Me" ở nhiều chương trình truyền hình và sự kiện gồm có The Today Show và giải thưởng Âm nhạc CMT. Nữ ca sĩ biểu diễn tại một mini concert ở trường trung học Bishop Ireton có học sinh đoạt giải cuộc thi Verizon Wireless. Tại giải Video âm nhạc của MTV năm 2009, Swift biểu diễn "You Belong with Me". Ban đầu nữ ca sĩ hát ở ga tàu điện ngầm khi mặc áo khoác dài màu nâu và đội mũ len đen. Sau đó, cô cởi áo khoác dài và để lộ chiếc váy cocktail màu đỏ. Khi tàu điện ngầm dừng lại, Swift bước lên đứng ở phía trên chiếc taxi màu vàng và kết lại màn trình diễn. Năm 2022, Billboard xếp "You Belong with Me" vào hàng thứ 14 trong danh sách những buổi biểu diễn VMA xuất sắc nhất mọi thời đại. Sau VMA, Swift biểu diễn "You Belong with Me" trên chương trình The View và Saturday Night Live. Cô đã trình diễn bài hát hai lần ở Late Show with David Letterman vào năm 2010 và 2012.
Swift từng đưa "You Belong with Me" vào trong danh sách tiết mục của những lễ hội âm nhạc mà cô chủ trì vào năm 2009 như Florida Strawberry Festival, Houston Livestock Show and Rodeo, và lễ hội Âm nhạc CMA. Cô còn trình diễn bài hát trên kênh truyền hình GMTV của Anh và tại nhạc hội Sound Relief ở Úc. "You Belong with Me" là tiết mục mở đầu trong chuyến lưu diễn đầu tiên của Swift, Fearless Tour (2009–2010). Trước khi buổi hòa nhạc bắt đầu, màn hình phía sân khấu chiếu những người nổi tiếng gồm có Miley Cyrus, Faith Hill và Garth Brooks chia sẻ định nghĩa về "fearless" theo họ. Khi buổi biểu diễn khai mạc, sân khấu thay đổi chủ đề thành hành lang trường học, còn màn hình sân khấu thì hiện lên các tủ khóa. Sáu vũ công phụ họa diện trang phục hoạt náo và ban nhạc hỗ trợ gồm bảy thành viên mặc trang phục diễu hành. Swift xuất hiện ở phía trên sân khấu, mặc đồng phục đánh trống và hát "You Belong with Me". Giữa màn trình diễn, các vũ công cởi bỏ bộ trang phục diễu hành của Swift và làm lộ chiếc váy cocktail và đôi bốt màu bạc lấp lánh bên trong.

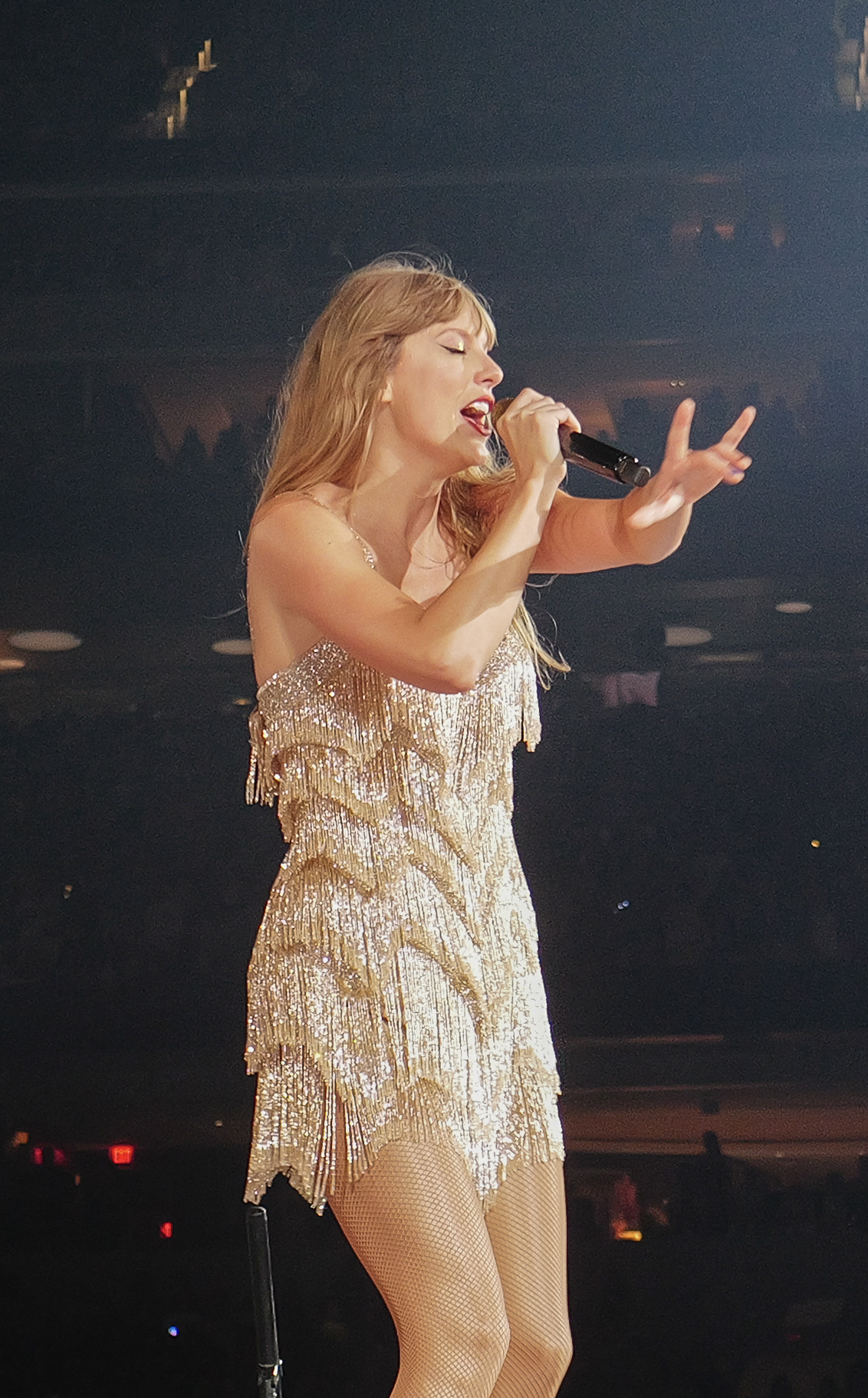
Swift trình diễn "You Belong with Me" tại The Eras Tour vào năm 2023.

Tại giải Grammy lần thứ 52 vào tháng 2 năm 2010, Swift và Stevie Nicks trình diễn medley các bài hát "You Belong with Me", "Today Was a Fairytale", và "Rhiannon" của Fleetwood Mac. Đầu tiên, Swift mặc áo blouse trắng quần jean và trình diễn "Today Was a Fairytale" bằng guitar acoustic. Nữ ca sĩ tiếp đến song ca bài hát "Rhiannon" cùng Nicks. Sau đó, cô biểu diễn guitar acoustic bài "You Belong with Me". Khi đó, Nicks lui về đánh nhạc cụ tambourine, gật đầu và thỉnh thoảng hát theo Swift. Buổi biểu diễn vấp phải hàng loạt chỉ trích nặng nề do Swift hát lạc tông và hòa giọng tệ với Nicks. Nhiều chuyên gia phê bình đều lên tiếng thắc mắc khả năng ca hát của Swift khi đó. Nhà báo Jon Caramanica trên The New York Times bảo rằng thật sảng khoái khi "chứng kiến một ai đó có năng khiếu thỉnh thoảng gây ra sự cố" và với một người ngày càng nổi tiếng như Swift thì cần phải "thất bại đi một chút". CEO Scott Borchetta từ Big Machine bênh vực cho Swift, "Tuy con bé không phải là ca sĩ kỹ thuật xuất sắc nhất, nhưng con bé có thể là ca sĩ thể hiện giàu cảm xúc nhất."
"You Belong with Me" tiếp tục được đưa vào danh sách tiết mục trong chuyến lưu diễn thứ hai và thứ ba của Swift: Speak Now World Tour (2011–2012) và The Red Tour (2013–2014). Tại Red Tour, Swift đã cải biên bài hát thành phiên bản nhóm nhạc nữ những năm 1960. Tháng 10 năm 2012, "You Belong with Me" được biểu diễn tại BBC Radio 1's Teen Awards và trong một tập VH1 Storytellers thu tại Harvey Mudd College bên California. Trong một số buổi lưu diễn ở The 1989 World Tour (2015), Swift thể hiện ca khúc dưới dạng phiên bản acoustic vốn không nằm trong danh sách tiết mục thông thường. Cô từng hát "You Belong with Me" tại Formula One United States Grand Prix vào ngày 22 tháng 10 năm 2016, tại sự kiện Super Saturday Night trước Super Bowl vào ngày 4 tháng 2 năm 2017. Swift gộp bài hát với "Style" và "Love Story" thành tiết mục liên khúc trong danh sách trình diễn ở Reputation Stadium Tour (2018). Cô còn biểu diễn "You Belong with Me" ở chuyến lưu diễn The Eras Tour (2023–2024).

## Sử dụng
Ca–nhạc sĩ và nhà sản xuất Butch Walker quay một đoạn video dài bảy phút ghi lại cảnh anh thu âm nhạc cụ và cover "You Belong with Me" và xuất bản lên YouTube vào tháng 11 năm 2009. Trong video, Walker chơi trống và chỉnh đàn mandolin rồi hát bài hát với phần lời được sửa lại theo góc nhìn của nam giới. Bản cover về sau được phát hành ở phiên bản Deluxe album năm 2010 I Liked It Better When You Had No Heart của Walker, thuộc thể loại dân gian và bluegrass với nhạc cụ là banjo. Jonathan Keefe từ Slant Magazine tán dương lối biên khúc "You Belong with Me" của Walker là "tuyệt vời" và bảo rằng bản sáng tác "nhấn mạnh giai điệu và cấu trúc hoàn hảo vốn là điểm ăn khách thực sự ở bài hát".
Nhạc sĩ hài "Weird Al" Yankovic đã chế "You Belong with Me" với tựa đề "TMZ", sau đó phát hành trong album phòng thu Alpocalypse (2011) của anh. Ở "TMZ", Yankovic nhạo báng cách mà thợ săn ảnh và website lá cải TMZ liên tục đăng tin xấu về nghệ sĩ nổi tiếng. Yankovic cho biết bài hát hoàn toàn không thể hiện quan điểm ủng hộ tay săn ảnh hay những người nổi tiếng. Thay vào đó, anh chế giễu "nỗi ám ảnh của mọi người đối với văn hóa của người nổi tiếng. Điều đó đúng là nực cười và chẳng hiểu tại sao chúng ta lại quan tâm đến mấy chuyện đó nữa". Video âm nhạc của "TMZ" do Bill Plympton đạo diễn, được ghi hình vào tháng 10 năm 2010 và đưa vào DVD của Alpocalypse. Tháng 3 năm 2010, một nhóm sinh viên đến từ đại học Rochester đăng tải video âm nhạc chế phiên bản đồng tính nam của "You Belong with Me" lên YouTube. Bài hát được sử dụng trong trò chơi điện tử năm 2009 Band Hero. Ca sĩ kiêm diễn viên người Mỹ Selena Gomez từng hát lại "You Belong with Me".

## Đội ngũ sản xuất
Thông tin phần ghi công được lấy từ ghi chú của Fearless
- Taylor Swift – giọng hát, sáng tác bài hát, sản xuất
- Liz Rose – sáng tác bài hát
- Nathan Chapman – sản xuất
- Steve Blackmon – hỗ trợ kỹ thuật thu âm, hỗ trợ trộn âm thanh
- Chad Carslon – kỹ thuật thu âm
- Justin Niebank – trộn âm thanh

## Bảng xếp hạng
| Bảng xếp hạng (2009–2010)               | Vị trí cao nhất |
| --------------------------------------- | --------------- |
| Úc (ARIA)                               | 5               |
| Bỉ (Ultratip Flanders)                  | 11              |
| Bỉ (Ultratip Wallonia)                  | 23              |
| Canada (Canadian Hot 100)               | 3               |
| Canada AC (Billboard)                   | 2               |
| Canada CHR/Top 40 (Billboard)           | 1               |
| Canada Country (Billboard)              | 1               |
| Canada Hot AC (Billboard)               | 1               |
| Đan Mạch (Tracklisten)                  | 32              |
| Hungary (Rádiós Top 40)                 | 31              |
| Ireland (IRMA)                          | 12              |
| Nhật Bản Hot 100 (Billboard)            | 10              |
| Nhật Bản Adult Contemporary (Billboard) | 2               |
| Mexico Ingles Airplay (Billboard)       | 10              |
| Hà Lan (Single Top 100)                 | 68              |
| New Zealand (Recorded Music NZ)         | 5               |
| Slovakia (Rádio Top 100)                | 17              |
| Thụy Điển (Sverigetopplistan)           | 47              |
| Thụy Sĩ (Schweizer Hitparade)           | 58              |
| Anh Quốc (OCC)                          | 30              |
| Hoa Kỳ Billboard Hot 100                | 2               |
| Hoa Kỳ Adult Contemporary (Billboard)   | 1               |
| Hoa Kỳ Adult Pop Airplay (Billboard)    | 2               |
| Hoa Kỳ Hot Country Songs (Billboard)    | 1               |
| Hoa Kỳ Pop Airplay (Billboard)          | 2               |

| Bảng xếp hạng (2024) | Vị trí cao nhất |
| -------------------- | --------------- |
| Bồ Đào Nha (AFP)     | 108             |
| Singapore (RIAS)     | 4               |

| Bảng xếp hạng (2009)                       | Vị trí |
| ------------------------------------------ | ------ |
| Úc (ARIA)                                  | 17     |
| Canada (Canadian Hot 100)                  | 14     |
| New Zealand (RIANZ)                        | 25     |
| Anh Quốc Singles (Official Charts Company) | 177    |
| Hoa Kỳ Billboard Hot 100                   | 11     |
| Hoa Kỳ Adult Contemporary (Billboard)      | 14     |
| Hoa Kỳ Adult Top 40 (Billboard)            | 15     |
| Hoa Kỳ Hot Country Songs (Billboard)       | 13     |
| Hoa Kỳ Mainstream Top 40 (Billboard)       | 5      |

| Bảng xếp hạng (2010)                  | Vị trí |
| ------------------------------------- | ------ |
| Canada (Canadian Hot 100)             | 83     |
| Hoa Kỳ Billboard Hot 100              | 57     |
| Hoa Kỳ Adult Contemporary (Billboard) | 8      |

| Bảng xếp hạng (2000–2009) | Vị trí |
| ------------------------- | ------ |
| Úc (ARIA)                 | 88     |

| Bảng xếp hạng                        | Vị trí |
| ------------------------------------ | ------ |
| Hoa Kỳ Billboard Hot 100 (1958–2018) | 362    |
| Hoa Kỳ Mainstream Top 40 (1992–2017) | 67     |

## Chứng nhận
| Quốc gia                                                                                             | Chứng nhận  | Số đơn vị/doanh số chứng nhận |
| --- | ----------- | ----------------------------- |
| Úc (ARIA)                                                                                            | 9× Bạch kim | 630.000‡                      |
| Brasil (Pro-Música Brasil)                                                                           | 3× Bạch kim | 180.000‡                      |
| Canada (Music Canada)                                                                                | 2× Bạch kim | 160.000*                      |
| Đan Mạch (IFPI Đan Mạch)                                                                             | Bạch kim    | 90.000‡                       |
| Nhật Bản (RIAJ)                                                                                      | Bạch kim    | 250.000*                      |
| New Zealand (RMNZ)                                                                                   | Bạch kim    | 15.000*                       |
| Tây Ban Nha (PROMUSICAE)                                                                             | Vàng        | 30.000‡                       |
| Anh Quốc (BPI)                                                                                       | Bạch kim    | 600.000‡                      |
| Hoa Kỳ (RIAA)                                                                                        | 7× Bạch kim | 7.000.000‡                    |
| * Chứng nhận dựa theo doanh số tiêu thụ. ‡ Chứng nhận dựa theo doanh số tiêu thụ và phát trực tuyến. |             |                               |

## "You Belong with Me (Taylor's Version)"
Năm 2018, Swift rời khỏi Big Machine và ký bản hợp đồng mới với Republic Records. Tuy nhiên, cô đã vướng phải một cuộc tranh chấp quyền sở hữu tác phẩm vào giữa năm 2019 với người quản lý tài năng Scooter Braun, nguyên nhân bắt nguồn từ việc Braun đã mua lại Big Machine Records kèm theo các bản thu hoàn chỉnh những album trước đó của nữ ca sĩ dưới sự phát hành từ phía hãng đĩa cũ. Sau khi cân nhắc lựa chọn thì cuối cùng, Swift quyết định tái thu âm sáu album phòng thu đầu tiên vào tháng 11 năm 2020. Bằng việc tái thu âm, Swift sẽ có toàn bộ quyền sở hữu bản thu mới, cho phép cô tự cấp phép chính mình sử dụng những bản nhạc tái thu âm với mục đích thương mại và hy vọng thay thế được các phiên bản thuộc quyền sở hữu của Big Machine. Swift phân loại các bản tái thu âm bằng hậu tố "Taylor's Version".

### Phát hành
"You Belong with Me (Taylor's Version)" được Republic Records phát hành trong album Fearless (Taylor's Version) vào ngày 9 tháng 4 năm 2021. Một ngày trước phát hành, ca–nhạc sĩ Olivia Rodrigo và Conan Gray đăng tải video ghi lại cảnh họ khiêu vũ trên đoạn nhạc "You Belong with Me (Taylor's Version)" lên TikTok.
"You Belong with Me (Taylor's Version)" lọt vào bảng xếp hạng đĩa đơn tại Úc (37), Canada (44), Ireland (30), Singapore (20) và Anh Quốc (52). Ca khúc được chứng nhận đĩa 2× Bạch kim ở Úc, đĩa Bạch kim ở Brasil và đĩa Bạc ở Anh Quốc. Tại Hoa Kỳ, "You Belong with Me (Taylor's Version)" đạt cao nhất ở hạng 75 trên Billboard Hot 100 và hạng 16 trên Hot Country Songs. Bài hát cũng đạt hạng 51 trên Billboard Global 200.

### Sản xuất và đón nhận
Swift sản xuất "You Belong with Me (Taylor's Version)" cùng với Christopher Rowe. Rowe thu giọng nữ ca sĩ ở Kitty Committee Studio bên London. David Payne thu âm bài hát dưới sự giúp đỡ của Lowell Reynolds. John Hanes cùng Reynolds và David Garten đảm nhận khâu kỹ thuật tại Black Bird và Prime Recording Studios bên Nashville. Đội ngũ nhạc sĩ của "You Belong with Me (Taylor's Version)" gồm có Amos Heller biểu diễn guitar bass; Mike Meadows biểu diễn guitar acoustic, banjitar, banjo và mandolin; Paul Sidoti biểu diễn guitar điện; Matt Billingslea biểu diễn trống và Jonathan Yudkin biểu diễn sáo. Caitlin Evenson phụ trách hát bè. Serban Ghenea trộn âm thanh "You Belong with Me (Taylor's Version)" ở MixStar Studios bên Virginia Beach. Lối biên khúc của "You Belong with Me (Taylor's Version)" được nhận định là giống hệt như bản gốc. Theo Alexandra Pollard từ The Independent, các yếu tố âm nhạc trong ca khúc đã được "tái tạo lại một cách tỉ mỉ". Nhà báo Kitty Empire của The Observer cho biết "You Belong with Me (Taylor's Version)" sở hữu khí nhạc "mượt mà" và "sắc thái" hơn, thể hiện rõ ở "cách guitar và banjo hòa quyện với nhau", còn Lucy Habron trực thuộc Clash cho biết âm thanh nhạc cụ rõ ràng hơn sẽ làm cho bài hát trở nên "trong trẻo dễ nghe hơn".
Giới phê bình nhận xét giọng hát của Swift là đặc điểm thay đổi nổi bật nhất và mang đến trải nghiệm nghe mới mẻ. Emily St. James nhận xét rằng trong "You Belong with Me (Taylor's Version)", âm vực giọng của Swift rộng hơn đã khiến cho bản tái thu âm lần này trở nên đầy đặn hơn. Cô cũng cho biết góc nhìn kể chuyện đã thay đổi theo thời gian và tán tụng phiên bản mới là "ấm áp và đồng cảm hơn". Hannah Mylrea phía NME cho biết Swift đã quay trở lại thành công những cảm xúc tuổi teen "bằng tấm lòng tốt và sự rung cảm", còn Saloni Gajjar viết cho The A.V. Club thì nói rằng Swift thay đổi tinh tế trong cách truyền tải nhằm nâng cao tác động cảm xúc của bài hát. Tác giả Joe Coscarelli của báo The New York Times cho biết ca khúc tái thu âm "nghe giống như [một bản cover]" vì giọng hát của Swift đã trưởng thành nhưng ca từ vẫn tuổi teen. Heather Taylor-Singh phía Exclaim! và Jonathan Bernstein từ Rolling Stone nhận định giọng hát của Swift đã phần nào mất đi cảm giác tuổi trẻ như ở bản gốc.

### Đội ngũ sản xuất
Thông tin phần ghi công được lấy từ ghi chú của Fearless (Taylor's Version)
- Taylor Swift – giọng hát chính, sáng tác bài hát, sản xuất
- Liz Rose – sáng tác bài hát
- Christopher Rowe – sản xuất, kỹ thuật thu âm
- Max Bernstein – guitar thép
- Matt Billingslea – trống, lập trình bộ gõ
- Dan Burns – lập trình bộ gõ
- Caitlin Evanson – giọng hát bè
- Derek Garten – kỹ thuật bổ sung
- Serban Ghenea – trộn âm thanh
- John Hanes – kỹ thuật
- Amos Heller – guitar bass
- Mike Meadows – guitar acoustic, banjitar, banjo, mandolin
- David Payne – kỹ thuật thu âm
- Lowell Reynolds – kỹ thuật bổ sung
- Paul Sidoti – guitar điện
- Jonathan Yudkin – sáo

### Bảng xếp hạng
| Bảng xếp hạng (2021)                 | Vị trí cao nhất |
| ------------------------------------ | --------------- |
| Úc (ARIA)                            | 53              |
| Canada (Canadian Hot 100)            | 44              |
| Thế giới Global 200 (Billboard)      | 51              |
| Ireland (IRMA)                       | 30              |
| New Zealand Hot Singles (RMNZ)       | 5               |
| Singapore (RIAS)                     | 20              |
| Anh Quốc (OCC)                       | 52              |
| Hoa Kỳ Billboard Hot 100             | 75              |
| Hoa Kỳ Hot Country Songs (Billboard) | 16              |

| Bảng xếp hạng (2024) | Vị trí cao nhất |
| -------------------- | --------------- |
| Úc (ARIA)            | 37              |

### Chứng nhận
| Quốc gia                                                    | Chứng nhận  | Số đơn vị/doanh số chứng nhận |
| ----------------------------------------------------------- | ----------- | ----------------------------- |
| Úc (ARIA)                                                   | 2× Bạch kim | 140.000‡                      |
| Brasil (Pro-Música Brasil)                                  | Bạch kim    | 40.000‡                       |
| Anh Quốc (BPI)                                              | Vàng        | 400.000‡                      |
| ‡ Chứng nhận dựa theo doanh số tiêu thụ và phát trực tuyến. |             |                               |